# Montclar-sur-Gervanne
Montclar-sur-Gervanne – miejscowość i gmina we Francji, w regionie Owernia-Rodan-Alpy, w departamencie Drôme.
Według danych na rok 1990 gminę zamieszkiwały 154 osoby, a gęstość zaludnienia wynosiła 5 osób/km² (wśród 2880 gmin regionu Rodan-Alpy Montclar-sur-Gervanne plasuje się na 1468. miejscu pod względem liczby ludności, natomiast pod względem powierzchni na miejscu 208.).